# کانه-بوگیو
کانه-بوگیو (به ژاپنی: 金奉行 Kane-bugyō)، مقام‌های شوگون‌سالاری توکوگاوا بودند که مسئولیت حسابداری مالی یا اداره مالیات را بر عهده داشتند.: ۲۰۱ 
نحوه پرداخت مالیات بسته به محل متفاوت بود. در کانتو، پرداخت‌ها معمولاً برای مزارع مرطوب به صورت برنج و برای زمین‌های مرتفع به صورت طلا انجام می‌شد. در استان‌های  کینای و غربی، فرمول کمی متفاوت اعمال می‌شد؛ اما پرداخت‌ها نیز به صورت برنج و طلا دریافت می‌شدند. در مورد پرداخت‌های نقدی، پول به قلعه ادو (⎘ قلعه ادو) یا به قلعه اوساکا (⎘ قلعه اوساکا) برده می‌شد که در آنجا مسئولیت آن به کانه-بوگیو (kane-bugyō) سپرده می‌شد: ۶۳۸ 
کانه-بوگیو در ادو و اوساکا مسئول تمام حساب‌های مرتبط با چنین رسیدهای نقدی بودند. این حساب‌ها جمع‌آوری و سپس توسط کاته-کاتا (katte-kata) حسابرسی می‌شدند. کل عملیات به دقت توسط یکی از اعضای روجو یا واکادوشیوری مورد بررسی قرار می‌گرفت.